# Dolní Podluží
Dolní Podluží (bis 1947 Dolní Grunt, deutsch Niedergrund) ist eine Gemeinde im Schluckenauer Zipfel (auch Böhmisches Niederland) im tschechischen Bezirk Děčín in der Aussiger Region. Der Ort liegt am östlichen Rand der Böhmischen Schweiz im Landschaftsschutzpark Lausitzer Gebirge. Dolní Podluží grenzt an die Stadt Varnsdorf und östlich an den deutschen Landkreis Görlitz.

## Ortsnamen und Gliederung
Die Ersterwähnung des heute lang gestreckten Ortes im Tal des Bachs Lužnička (Lausur) erfolgte unter dem Namen Voigtsdorf (1363). Bereits im Jahr 1471 wurde Voigtsdorf Grund genannt. Im 16. Jahrhundert kam der östlich gelegene Ort Schneckendorf zu Grund hinzu. Mit der Zeit verlor Schneckendorf seinen eigenen Namen. 1566 kam es erstmalig zur Unterscheidung zwischen dem Ort Niedergrund (Dolní Grund) und Obergrund (Horní Grund).
Im 17. und 18. Jahrhundert entstanden die Siedlungen Kateřina und Světliny. Sie Ansiedlung Kateřina (Katharinenthal) wurde um 1690 auf dem Gebiet von Jiřetín pod Jedlovou (Sankt Georgenthal) gebildet und 1748 erstmalig schriftlich erwähnt. Světliny (Lichtenhain) nördlich der Lausur wurde 1702 in Katasterbüchern und 1734 schriftlich erwähnt. Světliny 2.díl (Lichtenhain 2. Anteil) gehört zu Dolní Podluží – Světliny 1.díl (Lichtenhain 1. Anteil) ein Teil der Nachbargemeinde Varnsdorf.
Da die Bezeichnung Dolni Grunt auch anderweitig für den unweiten Ort Dolní Grunt an der Elbe (seit 1949 Dolní Žleb) benutzt wurde, fing 1947 die Suche nach einem neuen Namen an. Den Namen Dolní Podluží schlug der lokale Schüler Jiří Mašek, später nach Australien emigriert und dort 2005 verstorben, vor. Er bezog sich dabei auf die Lage unterhalb der Lausitzer Gebirge (Lužické hory) sowie auf den nahen Berg Lausche (Luž). Der Name Dolní Podluží bedeutet in der wörtlichen Übersetzung Niederes unter der Lausche. Am 16. Januar 1948 hat das tschechoslowakische Innenministerium mit einem Erlass die amtliche Umbenennung in Dolní Podluží zum Jahr 1947 genehmigt.
Im Jahr 1980 wurden Dolní Podluží der Ort Horní Podluží vereinigt, womit der Zustand von vor 1566 eintrat. In dieser Zeit gab es Pläne auch Jiřetín pod Jedlovou der Gemeinde anzuschließen, was von den Bürgern abgelehnt worden ist. Nach 1990 wurden die Orte Dolní und Horní Podluží wieder unabhängige Gemeinden.

## Geographie

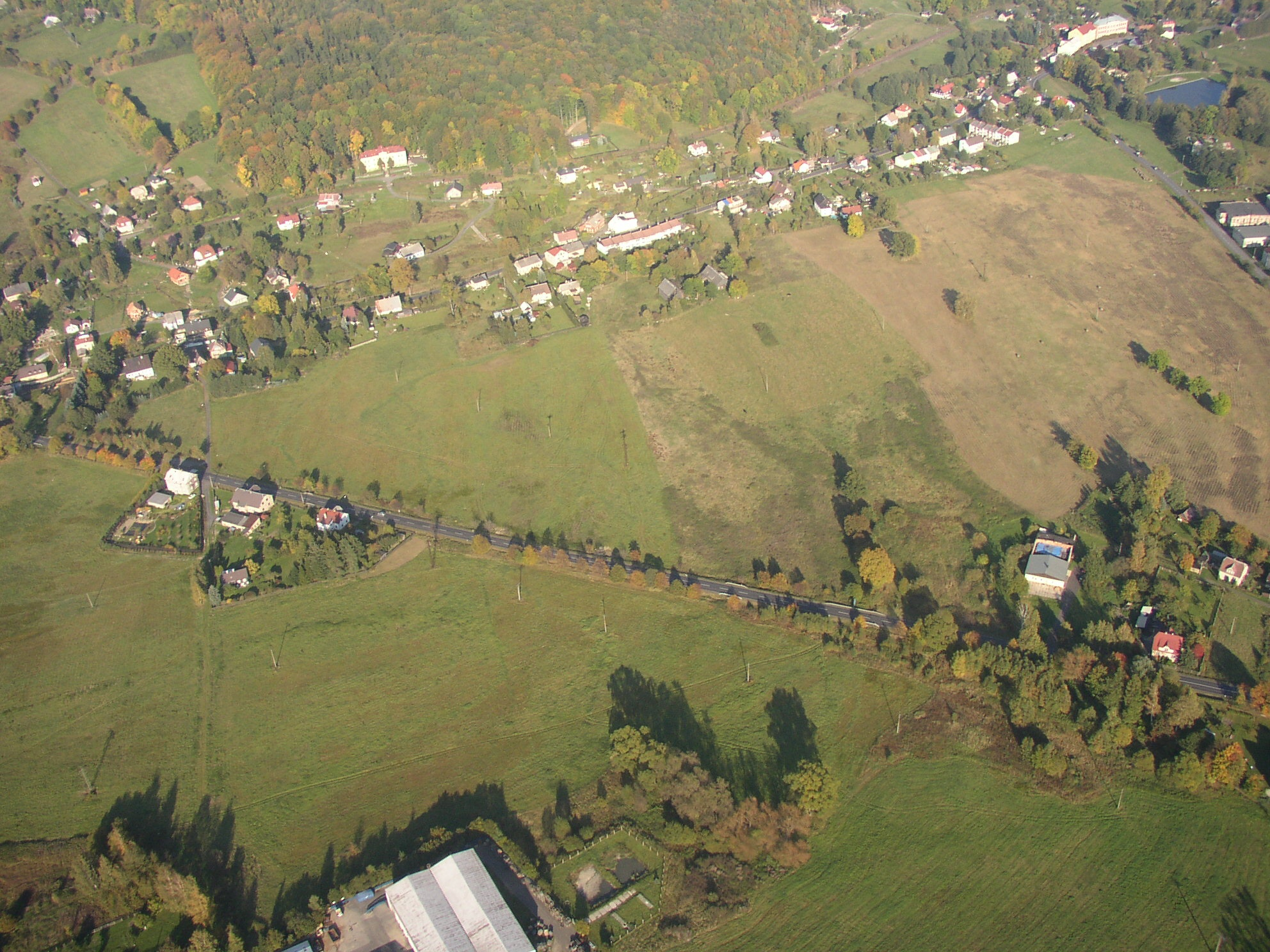
Luftfoto von westlichen Teil von Dolní Podluží

### Geographische Lage
Dolní Podluží ist ein langgestrecktes Dorf im Tale des Baches Lužnička (Lausur) am nördlichen Fuße des Weberberges im Lausitzer Gebirge, etwa ein bis vier Kilometer südlich und südwestlich von Varnsdorf. Im Westen hängt es mit Horní Podluží (Obergrund) zusammen, mit dem es eine etwa sechs Kilometer lange zusammenhängende Talsiedlung bildet. Im Osten grenzt der Ort an den Freistaat Sachsen.
Der Ort wird grenzt westlich teilweise an die Staatsstraße I/9, im nördlichen Gemeindeteil wird Dolní Podluží von dieser Straße aufgeteilt.

### Nachbarorte
| Studánka (Schönborn)                                                | Varnsdorf (Warnsdorf)                       |             |
| Horní Podluží (Obergrund), Jiřetín pod Jedlovou (Sankt Georgenthal) | Kompassrose, die auf Nachbargemeinden zeigt | Großschönau |
|                                                                     | Mařenice (Großmergthal)                     | Waltersdorf |

## Geschichte

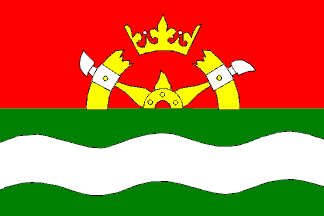
Flagge von Dolní Podluží

Archäologische Funde belegen, dass im heutigen Gebiet des Dorfes Ende des 13. Jahrhunderts mittelalterliche Glashütten standen, die zu den ältesten bekannten Glashütten in Böhmen gehören. Im Milířka-Tal gibt es Spuren von eines mittelalterlichen Bergbaus. Dort wurde in der zweiten Hälfte des 13. Jahrhunderts Quarz für Glashütten abgebaut.
Später wurde auch Eisen, Blei und Kupfer abgebaut. Bereits um 1800 werden in Büchern 200 bis 300 Jahre alte Bergbauschächte und -stollen erwähnt. Vor dem 12. Jahrhundert war das Tal, in dem sich die heutige Dolní Podluží befindet, in einem Gebiet namens „Záhvozdí“. Es gab nur dichte Wälder und nicht bewirtschaftetes Land. Die ersten Bewohner waren deutsche Kolonisten, welche die Wälder rodeten.
Der erste Herrscher des Gebietes, in dem sich das Dorf heute befindet, war Berka aus dem Geschlecht der Hovor, dem das Gebiet als Lehen vom Fürsten Jaromír zur Verfügung gestellt wurde. Sein Nachfahre gründete die Burg Tolštejn an der Stelle der ehemaligen Holzfestung. Die Siedlung Schneckendorf wurde im Osten entlang des Bachs errichtet. Vogstdorf stand im Zentrum des Dorfes und Bölmsdorf an der Stelle des heutigen Horní Podluží.
Das Dorf gehörte zum Erzbistum Prag und wurde 1363 in den Firmungsbüchern erwähnt und 1384 in den päpstlichen Listen der an den Papst gezahlten Zehnten. In diesen päpstlichen Listen taucht der latinisierte Name vom Vogstdorf Vila advocati auf. Während der Hussitenkriege wurde das Gebiet stark verwüstet. Eine erneute Verwüstung folgte während des Dreißigjährigen Kriegs die mit starker Armut und Flucht der Bevölkerung verbunden war.
Josef Fröhlich aus dem benachbarten Warnsdorf führte 1792 die Textilproduktion von Samt und Cord im Ort ein. Der ab 1794 angefangene und 1806 vollendete Bau der Prager Kaiserstraße (heute Staatsstraße I/9) von Böhmisch Leipa nach Rumburg und Sachsen löste die alte Handelsstraße ab und trug bedeutend zur Belebung der Region bei. 1816 folgte Ignác Richter mit einer weiteren Textilproduktion. Im Jahr 1825 befanden sich in Niedergrund vier Bleichbetriebe. Einen eigenen Bahnanschluss erhielt die Gemeinde im Jahr 1869 mit der Bahnstrecke Teichstatt-Warnsdorf (Rybniště–Varnsdorf). In den 1880er Jahren entstand im Dorf durch den Fabrikanten Wilhelm Brass eine Rotgarnspinnerei. Es folgten eine Baumwollwarenfabrik, eine Papierfabrik sowie eine Stärkefabrik von Josef Worm und die Kartonagenfabrik Stolle und Lehnert. Es gab zwei Mühlen und ein Sägewerk. Niedergrund bildete ab der Mitte des 19. Jahrhunderts eine Gemeinde im Gerichtsbezirk Warnsdorf.
Im Mai 1903 wurde der Grundstein für eine Bürgerschule gesetzt und im Sommer 1904 eingeweiht. Der Anschluss ans öffentliche Stromnetz erfolgte 1905, welches von einem Warnsdorfer Kraftwerk gespeist war. 1904 stiftete die Textilfabrik Ignaz Richter ein Siechenhaus, welches während des Ersten Weltkriegs als Lazarett diente. Danach folgte eine Nutzung als Landwirtschaftsschule und als Heim für kranke Kinder.
Das industriell geprägte Dorf prosperierte insbesondere gegen Ende der Monarchie Österreich-Ungarns und in der Zwischenkriegszeit während der 1918 gegründeten ersten Tschechoslowakischen Republik. Der Wohlstand zeigte sich beispielsweise durch den Bau eines Kinos in den Jahren 1928/29. 1930 hatte die Gemeinde 3504 Einwohner.
Am 30. September 1938 wurden diverse Brücken, beispielsweise jene über der Lausur auf der Hauptstraße Prag-Rumburk (heutige Staatsstraße I/9) durch tschechoslowakisches Militär gesprengt (Mobilmachung in der Tschechoslowakei 1938). Anlass war ein Protokoll zum Schutz der Tschechoslowakei wegen der steigenden Gefahr und Aggressivität der NS-Herrschaft im Deutschen Reich. Taggleich wurde mit dem Münchner Abkommen ohne Beteiligung der Tschechoslowakei der Ort Niedergrund und die tschechoslowakischen Grenzgebiete dem Deutschen Reich zugesprochen und direkt durch die deutsche Wehrmacht besetzt.
Mit dem Ende des Zweiten Weltkriegs gelang die Gemeinde zur wiedererrichteten Tschechoslowakei. Die deutschsprachige Bevölkerung fing aus Angst vor der Roten Armee und Repressalien an zu fliehen. Später wurde sie vertrieben und ausgesiedelt. Eine Wiederbesiedlung folgte schleppend, was an der abgelegenen Lage und Nähe zur Grenze lag. 1950 lebten in Dolní Podluží 1787 Personen. Einen Aufschwung erlebte die Gemeinde ab 1961, als sich zunehmend Personen für Wochenendhäuser interessierten. Damit wurden zahlreiche vernachlässigte und verlassene Häuser saniert und bewohnt. 1979 und 1985 wurde das Kino saniert. Die Landflucht setzte sich dennoch fort bis in die frühen 1990er Jahre, als sich die Situation stabilisierte. 2004 wurden im ehemaligen Siechenheim 15 Wohnungen durch die Gemeinde geschaffen.
Seit dem Beitritt zum Schengen-Raum im Jahr 2007 entfielen die bis dahin üblichen Grenzkontrollen. Damit stieg auch wieder die Attraktivität des Ortes, da zahlreiche Einheimische nun auch von den grenznahen deutschen Orten profitieren, dort oftmals auch beschäftigt sind.
Im August 2010 kam es zu einem Hochwasser in der Lausur der durch starken Niederschlag ausgelöst wurde. Betroffen hiervon wurde die Gemeinde besonders am unteren Bachlauf im Bereich der Schulen.

## Kultur und Sehenswürdigkeiten

### Kultur
In der Gemeinde befindet sich seit 1929 das Kino Bio Luž welches regelmäßig Filme zeigt. Gelegentlich werden Theaterstücke und andere Bühnenauftritte aufgeführt. Im Gebäude der Gemeindeverwaltung steht den Bewohnern eine Bibliothek mit 14.000 Titeln zur Leihe zur Verfügung.
Dolní Podluží hat eine Freiwillige Feuerwehr (SDH Dolní Podluží).

### Sport
Der Fußballverein FK Dolní Podluží spielt seit 2016 für die Gemeinde. Das 2001 sanierte Sportareal der Gemeinde dient auch Schulen. Neben einem Rasenfußballplatz steht weiteren Sportarten ein Sandplatz und ein Platz mit Kunstbelag zur Verfügung. 2005 ist die Leichtathletikanlage saniert worden. 2023 wurde ein Platz in ein Beachvolleyballplatz umgewandelt.
Unweit in den Nachbargemeinden Jiřetín pod Jedlovou und Horní Podluží bestehen Wintersportareale mit Skipisten.

### Naherholung
Dem Sportareal schließt ein Naturbad mit Kiosk an. Naturlehrpfade, ausgeschilderte Wege für Wanderer und Radtouristen ermöglichen eine Erkundung der Landschaft wie der Burg Tolštejn, dem Berg Jedlová mit Aussichtsturm und Kreuzberg. Auch die Windmühle Světlík ist ein beliebtes Ausflugsziel.

### Bauwerke

#### Kirche St. Katharina
Die im Tal lang gezogene Gemeinde hat keinen üblichen Ortskern. Die Kirche St. Katharina befindet sich so am nordwestlichen Gemeinderand. Die katholische Kirche ist der heiligen Katharina von Alexandrien geweiht und ist 1548 im Stil der Renaissance fertiggestellt worden. Von 1720 bis 1734 ist eine Barockisierung erfolgt. Der Kirchturm entstand erst vermutlich erst um 1751, welcher 1867 ausgebrannt ist. Die Wiederherstellung des Turms folgte 1882 bis 1883. Der Friedhof wurde 1885 aufgelassen. Nach dem Zweiten Weltkrieg und der rudimenteren Besiedlung des Gebiets verlor die Kirche an Bedeutung und verfiel zunehmend. 1989 wurde zumindest der Dachstuhl neu eingedeckt und einige Jahre später der Kirchturm. Eine schrittweise Rekonstruktion mit Hilfe Ehrenamtlicher soll den Bestand sichern.

#### Volksarchitektur
So wie in der ganzen Region stehen auch in Dolní Podluží zahlreiche Umgebindehäuser. Teilweise mit neueren Veränderungen wie einen Anbau in den Garten hinter dem Garten, verputzten Holzbohlen, neuen Fenstern. Mit Stand 2023 steht ein Gebäude (Hausnummer 184) seit 1958 unter Denkmalschutz. Ein Teil des Erdgeschosses ist gemauert, der andere aus Holzbohlen. Das erste Geschoss ist vollständig aus Holz. Darauf baut ein Mansarddach auf. Es stammt aus dem 18. Jahrhundert. Typisch für die Häuser ist die Nutzung von lokalem Sandstein für den Haussockel oder Keller. Auch Türstöcke und Fensterrahmen sind aus Sandstein. Je nach Reichtum des früheren Bauherren ist hier eine Dokorierung vorzufinden oder gar eine Nutzung von Granit.

#### Alte Poststation und Gasthaus
Direkt an der Fernverkehrsstraße 9 steht mit der Hausnummer 194 eine frühere Poststation mit Gasthaus aus dem 17. Jahrhundert. 1798 wurde das Gebäude unter der Wirtsfamilie Zabel zum heutigen Erscheinungsbild umgebaut. Diente es 1836 noch als kaiserlich-königliche Briefsammlung, kam es zum 1. Dezember 1842 zur Heraufstufung zur k.k. Poststation mit dem Postmeister Josef Zabel. Verzeichnet war diese Poststation auch im Franziszeischen Kataster 1843. Um das Gebäude waren entsprechende Stallungen für die Pferde der Postkutschen und anderen Reisenden vorhanden. Bekannt war der Gasthof unter dem Namen Zabels Gasthaus, 1880 musste das Gebäude der Theresia Zabel zwangsversteigert werden. Erworben wurde es durch einen Hampel aus Jedlová und hieß von da an Hampels Gasthaus, verpachtet war es an einen Oscar Gerth aus Großschönau. Als Gasthof diente er als zentraler Veranstaltungsort der nahen Gemeinden. Die Bedeutung als Poststation ging mit der zunehmenden Errichtung von Eisenbahnstrecken verloren, die Eisenbahn ersetzte zunehmend die Postkutschen. In der weiteren Geschichte war das Bauwerk bekannt als Hampels Gasthof bzw. Hampels Restaurationsgarten und Gasthof zum Hirsch. Nach längerer anderweitiger Nutzung und Leerstand hielt nach 2003 ein Gastronomiebetrieb unter dem Namen Gasthaus zum goldenen Hufeisen (tsch. Hostinec „Zlatá podkova“) Einzug.

#### Glockenhaus
Ein hölzernes Glockenhaus aus dem 18. Jahrhundert steht östlich in der Gemeinde. 2016 wurde es rekonstruiert und 2018 mit einer neuen Glocke ausgestattet.

#### Kleindenkmäler
Verstreut über das Gemeindegebiet stehen zahlreiche Wegkreuze. Am Haus mit der Nummer 104 steht eine Nepomukstatue aus dem Jahr 1716. Die Sandsteinstatue ist eine Stiftung des Müllers J. Haine.

#### Friedhof
Unweit des Kernorts von Jiřetín pod Jedlovou entstand der neue Friedhof im 19. Jahrhundert. Dominant im Zentrum des ummauerten Friedhofs ist ein Brunnen der gleichzeitig auch Kriegerdenkmal zu Ehren der Gefallenen des Ersten Weltkriegs ist.
Besondere Aufmerksamkeit erhält die neogothische Gruft der Textilfabrikantenfamilie Brass, welche vom Wiener Architekten Victor Luntz gestaltet und 1893 bis 1894 errichtet worden ist. Sie diente zunächst dem 1893 verstorbenen Sohn des gleichnamigen Paul Brass. Die Dominanz auf dem damals neuen Friedhof, ihre Gestaltung und auch die Baumaterialien im Inneren wie Marmor sollten bei der Errichtung dieser Gruft die Stellung der Familie in dem Ort unterstreichen. Seit 2020 untersteht die Gruft dem Denkmalschutz, schrittweise wird sie saniert.

#### Finanzwächterdenkmal
Im östlichen Teil der Gemeinde an der Hauptstraße nach Varnsdorf steht das Finanzwächterdenkmal (tschechisch Pomník příslušníků finanční stráže). Es ist den Zugehörigen der Finanzwacht Jan Teichman und Václav Kozel gewidmet, welche am 22. September 1938 während einer wilden Schießerei an einer Tankstelle in Niedergrund umkamen. Sie waren Opfer des deutschnationalistischen, paramilitärischen Freikorps Henlein. Bei der Schießerei wurde auch der deutsche Tankwart vom Freikorps getroffen und getötet. Schwer verletzt war der Finanzwächter Miroslav Bernhard. Er enthüllte in Anwesenheit des tschechoslowakischen Finanzministers Vavro Šrobár und 3500 Beiwohnenden im September 1945 das Denkmal. Gespielt wurde das hussitische Kampflied Die ihr Gottes Streiter seid.
Das Denkmal erinnert auch an den Finanzwacheninspektor Adolf Marvan. Er verstarb am 26. September 1943 in einem Krankenhaus in Mělník an den Folgen einer gewaltsamen Folterung in einem Konzentrationslager der Nationalsozialisten.

## Wirtschaft und Infrastruktur

### Unternehmen
In der Vergangenheit war die Wirtschaft zunächst durch Glas geprägt. Spuren vom Quarzabbau und Glashütten sind Teil von Lehrpfäden. Mit der gegen Ende des 18. Jahrhunderts einsetzenden Industrialisierung folgte eine Prägung durch die Textilwirtschaft. In den frühen sozialistischen Zeiten war hier ein Zweigwerk von Velveta Varnsdorf und ein Geflügelmastbetrieb vorzufinden. Seit der Wende kam es zur Transformation und Neuorientierung der lokalen Wirtschaft. Mit der schwierigen Lage und schlechten Anbindung des Böhmischen Niederlands an das restliche Tschechischen liegt kaum ein Interesse von Investoren vor. Das seit 1992 im Ort angesiedelte Unternehmen Helix übernahm den Geflügelmastbetrieb. Helix kauft von Schneckenzüchtern Weinbergschnecken auf, verarbeitet diese und exportiert diese als Delikatesse insbesondere nach Frankreich. Das Unternehmen Rubex stellt Sohlen für Sicherheitsschuhe her. Die Brennerei Galli produziert Spirituosen und verkauft diese landesweit in Tschechien.
Die Landwirtschaft spielt in Dolní Podluží keine Rolle. An Bedeutung nimmt der Tourismus zu, zahlreiche Pensionen und Ferienwohnungen locken Touristen an. Deutsche Nachbarn hinter der Grenze nehmen die generell günstigeren Dienstleistungen in Anspruch. Drei Gastronomiebetriebe (Stand 2023) gibt es in Dolní Podluží. Der älteste hiervon ist das Gasthaus zum Goldenen Hufeisen (tschechisch Hostinec Zlatá Podkova) aus dem 18. Jahrhundert an der ehemaligen Kaiserstraße. Dem Einzelhandel zugehörig ist eine Tankstelle, ein vietnamesisch geführtes Gartencenter und Krämer.

### Medien
Im Verband mit den Gemeinden Jiřetín pod Jedlovou und Horní Podluží erscheint die Monatszeitung Permoník (deutsch Bergmännchen mit Bezug auf die zahlreichen Minen in der Umgebung). Die regelmäßige Publikation dient auch als Amtsblatt. Bis in die Mitte der 1990er Jahre erschien der Dolnopodlužský občasník (deutsch in etwa Niedergrunder Gelegenheitsblatt).

### Öffentliche Einrichtungen
Im Ort befindet sich auch eine Grundschule, die auch von Schülern der Nachbargemeinden besucht wird. Daneben kann in der Gemeinde ein Kindergarten besucht werden. Der Gesundheitsversorgung dient (Stand 2023) eine Hausarzt- und Zahnarztpraxis sowie eine Apotheke.

### Verkehr
Durch Dolní Podluží führt die Fernverkehrsstraße 9, welche von Prag bis an die deutsche Grenze bei Rumburk führt. Untergeordnete Straße ist die bei Mýto durch einen Kreisverkehr von Rybniště nach Varnsdorf abzweigende II/264. Eine regelmäßige Anbindung mit dem Bus an das Umland (Rumburk, Varnsdorf, Děčín, Chřibská) besteht über zahlreiche Haltestellen.
Auf dem Gemeindegebiet bestehen zwei Bahnhöfe entlang der Lokalbahnstrecke Rybniště–Varnsdorf. Der Haltepunkt Dolní Podluží (früher Niedergrund bei Varnsdorf) liegt im östlichen Teil der Gemeinde. Das ungenutzte Bahnhofsgebäude ist 2020 abgerissen worden. Weiter besteht am westlichen Gemeindeende der Haltepunkt Jiřetín pod Jedlovou (früher Grund-St. Georgenthal), welcher nach der Nachbargemeinde benannt ist. Angeboten werden weitestgehend stündliche Verbindungen. Die regelmäßige Direktverbindungen in die Großstadt Liberec ist eingestellt.

## Söhne und Töchter
In Niedergrund wurde 1624 der Kreuzkantor Jacob Beutel geboren, 1877 der Politiker Anton Roscher.